# Lamborghini Bravo
Lamborghini Bravo – prototypowe coupe Lamborghini stworzone w 1974. Zaprezentowane na Salonie w Turynie 1974, zaprojektował je Bertone.
Styl tego auta jest podobny do Countach LP5000. W Bravo zastosowano wiele nowatorskich rozwiązań, np. niemal całkowicie przeszklone wnętrze. Przednie słupki zlewają się z przyciemnianymi szybami. Bravo to jeden z najmniejszych samochodów Lamborghini w historii. Mierzy 377,5 cm długości i 103,5 cm wysokości. Za to jego szerokość wynosiła 188 cm. Pomimo niewielkiej długości za silnikiem wygospodarowano miejsce na bagażnik. Ramę Bravo zapożyczono z Urraco, a nadwozie wykonano w całości ze stali. Silnik i układ przeniesienia napędu pochodził z Urraco P300. Silnik został gruntownie zmodyfikowany, co podniosło jego moc do 221 kW (300 KM). Bravo w ramach testu przejechał 40 tys. mil (ok. 64,5 tys. km), po czym przeniesiono go na stałe do muzeum Bertone.

## Dane techniczne

### Silnik
- V8 3,0 l (2996 cm³), 2 zawory na cylinder, DOHC
- Układ zasilania: cztery gaźniki Weber
- Średnica cylindra × skok tłoka: 86,00 mm × 64,50 mm
- Stopień sprężania: 10,0:1
- Moc maksymalna: 304 KM (224 kW) przy 7800 obr./min
- Maksymalny moment obrotowy: 321 N•m przy 4000 obr./min

### Osiągi
- Przyspieszenie 0-100 km/h: 5,1 s[1]
- Prędkość maksymalna: 274 km/h
- Średnie zużycie paliwa: 15,3 l[1]

### Nadwozie
- Współczynnik oporu powietrza: 0.35
- Opony: 195/50 VR 15 (przód), 275/40 VR 15 (tył)

Źródło